# Short Bomber
Short Bomber var ett brittiskt spanings- och bombflygplan under första världskriget.
Flygplanet var en vidareutveckling av sjöflygplanen Short 184 och Short 166.
Det var uppbyggt runt Short 184s flygplanskropp och ett vingställ från Short 166. Kroppen var tillverkad i en träfackverkskonstruktion som kläddes med duk. Stjärtpariet bestod av ett delat höjdroder med sidrodret monterat mellan de två halvorna. Från framkanten av sidrodret löpte en stor svängd fena ner mot flygplanskroppen. Landstället bestod av fyra hjul monterade i tandemföljd under vingen med en liten skida under fenan för att avlasta stjärtpartiet. Flygplanskroppen var utrustad med två öppna sittbrunnar i tandem strax bakom vingen. I de första varianterna satt spanaren på den främre platsen för att kunna stå upp och betjäna kulsprutan som var monterad på den övre vingen. När serieproduktionen av kulsprutelavetter kom igång ändrades ordningsföljden och piloten placerades i den främre platsen, medan en lavettring monterades runt den bakre. På grund av förflyttningen av förarplatsen kom båda sittbrunnarna att bli utrustade med roderkontroller. Vingarna var uppbyggda runt träbalkar och spryglar som kläddes med duk. Den nedre vingen var infäst i underkanten av flygplanskroppen. Från undervingen löpte 12 stöttor som bar upp övervingen. Eftersom den övre vingen var utformad med en längre spännvidd bars vingspetsen upp av ett parasol (en stötta monterad på ovansidan av vingen med vajrar anslutna till vingens ovansida). Som kraftkälla valdes en vattenkyld 12-cylindrig Rolls-Royce Eagle motor eller alternativt en Sunbeam motor som drev en tvåbladig propeller.  
Prototypflygplanet flögs första gången av Short Brothers testpilot Ronald Kemp. Vid flygutprovningen visade det sig att flygplanet inte kunde bära den avsedda lasten. För att öka lyftkraften ökades flygplanets spännvidd. Detta medförde att flygplanet blev instabilt. För att öka på stabiliteten tvingades man förlänga flygplanskroppen med 1,35 meter. Flera flygplan var redan i stort sett färdiga vid Short Brothers och fabrikerna som tillverkade typen på licens. Alla flygplan modifierades före leverans till Royal Naval Air Service (RNAS) och Royal Flying Corps. Totalt tillverkades 83 flygplan 36 av Short Brothers, övriga flygplan licenstillverkades vid  Mann Egerton (20), Sunbeam (15), Parnal (6) och Phoenix Aircraft Ltd (6).
Eftersom flygplanet kunde vara i luften upp till sex timmar sattes det in som ett långdistansbombflygplan. Det visade sig att flygplanets motor inte räckte till och att flygplanets fart var för långsam. Planet togs bort från fronttjänst i april 1917 när Handley Page tillfördes bombförbanden. Bland de sista bombuppdragen för flygplanet var de fyra nattanfallen mot Zeebrugge Mole i april 1917.